# Tramuntana TV
Tramuntana.TV és un canal local de notícies sobre Figueres i la comarca de l'Alt Empordà que utilitza la tecnologia IPTV (es difon a través d'Internet en comptes dels mitjans tradicionals). Va començar a emetre el 23 d'abril de 2006, sota la coordinació del periodista Carles Pujol. Va ser la primera televisió catalana nativa per IPTV.
Tramuntana.TV es va crear a FRILAB Laboratoris el 16 de març de 2006 com un canal supracomarcal de televisió natiu d'Internet. Es va impulsar en el sentit de donar-li força i l'ajuda necessària per desenvolupar-se i créixer en la seva activitat. Els components de FRILAB Laboratoris són professors amb la idea de fomentar i desenvolupar recerques tecnològiques. La idea va sorgir conjuntament entre els dos components de FRILAB i el periodista Carles Pujol Aupí, com a resultat de les recerques en innovació audiovisual desenvolupades amb servidors d'arquitectura Arch Linux i de gran amplada de banda.